# ポール・ブルーム
ポール・チャールズ・ブルーム（Paul Charles Blum、1898年3月31日 - 1981年8月16日）は、アメリカ合衆国の中央情報局 (CIA)初代東京支局長。

## 経歴

### 生い立ち
横浜市山手居留地で生まれる。父はアルザス出身のユダヤ系フランス人でレオン・ブルムの遠縁、母はユダヤ系アメリカ人で、横浜で知り合って結婚し、貿易商を営んだ。
母ローズはユダヤ系アメリカ人であり、父と叔父が横浜でアイザックス兄弟商会を経営していた。1891年、叔父の訃報により父はローズを伴い来日。一方、アルザス出身のユダヤ系フランス人である父アンリ・ブルームは、貿易関係で来日し神戸でローズと出会う。1893年に二人はニューヨークで結婚式を挙げ、アンリはウィトコフスキー商会の経営者となっていた。長女マーガリート誕生後、一家は横浜の山手居留地に居を構え、1898年にポールが誕生した。翌年居留地は撤廃されるが、ポールは父母の出身である西欧の文化と、周囲の日本人社会という二つの世界の中で育った。
横浜で少年時代を送り、セント・ジョセフ・インターナショナル・カレッジを卒業後、1912年にフランスに帰国。ジュネーブのハイスクールを経て、アメリカのイェール大学を卒業した。

### 両大戦中
第一次世界大戦にアメリカが参戦すると志願兵となり、野戦衛生隊員として従軍した。終戦後はパリに居住し、ジャン・コクトーやアーネスト・ヘミングウェイと交友があったとされる。1940年、ナチス・ドイツのフランス侵攻により、ニューヨークに移る。ここでコロンビア大学に入学し、日本語を学習する。大学でブルームはドナルド・キーンと同窓になった。
ブルームは、キーンらと日本語学習のための合宿をしたこともあり、各国での体験をキーンに語ったという。また、フランス文学も研究していたキーンに対して、フランスよりも日本のほうが研究者が少ないとして日本を取るよう助言した。

### 第二次世界大戦中
太平洋戦争開戦後、CIAの前身であるOSS（戦略情報部）に入局。タイ王国・ポルトガルでの勤務を経て1944年10月にベルンの駐スイス公使館に設置されていたOSSスイス支局に赴任する。1947年春まで勤務し、アレン・ダレス（のちのCIA長官）の部下として情報活動に従事した。第二次世界大戦末期にはベルンの日本公使館に海軍顧問補佐官として駐在していた藤村義朗海軍中佐（旧名・藤村義一）らを相手とした日本との終戦工作にも関与した。

### 第二次世界大戦後
戦後は1948年に駐日アメリカ合衆国大使館のアタッシェとして来日し、三井本館のGHQ外交局に勤務。裏の肩書はCIA初代東京支局長であったが、この事実は当時伏せられていた
来日後は笠信太郎（第二次世界大戦中は朝日新聞ヨーロッパ特派員、のちに論説主幹）と連絡をとり、藤村義朗に商社「ジュピター・コーポレーション」を港区南青山に設立させ、藤村とともに同ビルの2階と3階に居住した。
1948年ころから帝国ホテルで日本の指導的知識人を集めた座談会「火曜会」を主催して情報収集を始め、1949年秋からは、藤村に見つけさせた渋谷区神山町の邸宅（旧鍋島藩邸）を入手して自宅とし、そこに場所を移して毎月第2火曜日、夜の夕食会として行われ、活動の内容は毎回ワシントンに報告された。日本側の主催者は朝日新聞に復帰した笠信太郎である。集められた日本の指導者の中でも、笠信太郎、松本重治（国際文化会館理事長）、松方三郎（共同通信社専務理事）、浦松佐美太郎（評論家）、東畑精一（農業経済学）、蠟山政道（政治学）、前田多門（文相）、佐島敬愛（信越化学取締役）の常連の8人は、「8人のサムライ」と呼ばれていた。こうした活動の背景には、連合国軍最高司令官のダグラス・マッカーサーが日本でCIAが活動することを認めず、ブルームにも部下が少なかったという事情がある。
時には吉田茂首相が近くの麻生邸から歩いて参加することもあり、ブルームも大磯の吉田邸に招待されたことがある。火曜会はサンフランシスコ講和条約発効後に解散している。

### CIA退職
その後ブルームはCIAを退職し、1956年には神山町の自宅も売却した。ダレスが1951年にCIA副長官になるまでのブルームはCIA局員ではなく、国務省職員でダレスの個人的な協力者にすぎず、抑制されていたCIAの活動が本格化する講和条約後の翌52年7月にGHQ外交部および在京アメリカ大使館職員名簿からブルームの名が消えていることから、ブルームが確かにCIA局員だったかすら不明で、初代のCIA支局長だったとするのは不適切だとする見方もある。

### 晩年
日本関連文献や浮世絵の蒐集家として著名であり、CIA退職後はその趣味を楽しむかたわら、松本清張の小説『点と線』の英訳（共訳）も手掛けた。1978年、「円高による生活費と税金の高騰」を理由にニューヨークに移住した。この際に、収集した蔵書を、横浜市からの希望に応じて、市が開設準備を進めていた横浜開港資料館に寄贈した。この寄贈は、ドナルド・キーンの薦めもあったとされる。1981年6月に資料館はオープンし、「ブルーム・コレクション」として一般に公開された。開館式典にブルームは参加したが、帰国後体調を崩し、8月16日にニューヨークで亡くなった。

## 壁の穴
日本初のスパゲッティ専門店「壁の穴」の創業者・成松孝安は、前記の「火曜会」が開かれていた当時のブルーム邸で執事として働いていた。成松は戦後、連合国軍横須賀基地で通訳として働いていたが、1948年、横須賀市の海岸で本を読んでいたところを直接ブルームから勧誘される。いったんは断ったものの、翌日、基地の提督に呼ばれ、「ブルーム氏は力があるから」と説得された。待遇はよかったが、「見聞きしたことは誰にも言うな」と箝口令を敷かれたという。前年に発足したCIAの東京局長だったブルームは情報収集のために自邸で開く火曜会のために、成松ら4人を住み込みで雇った。
講和条約発効後の火曜会解散により、1953年にブルーム邸を退職した成松は、ブルームや知人の資金援助で東京・田村町にスパゲッティ専門店「Hole in the Wall（壁の穴）」を開店した。店の名前はブルームの命名である。